# Friedrich Klaeber

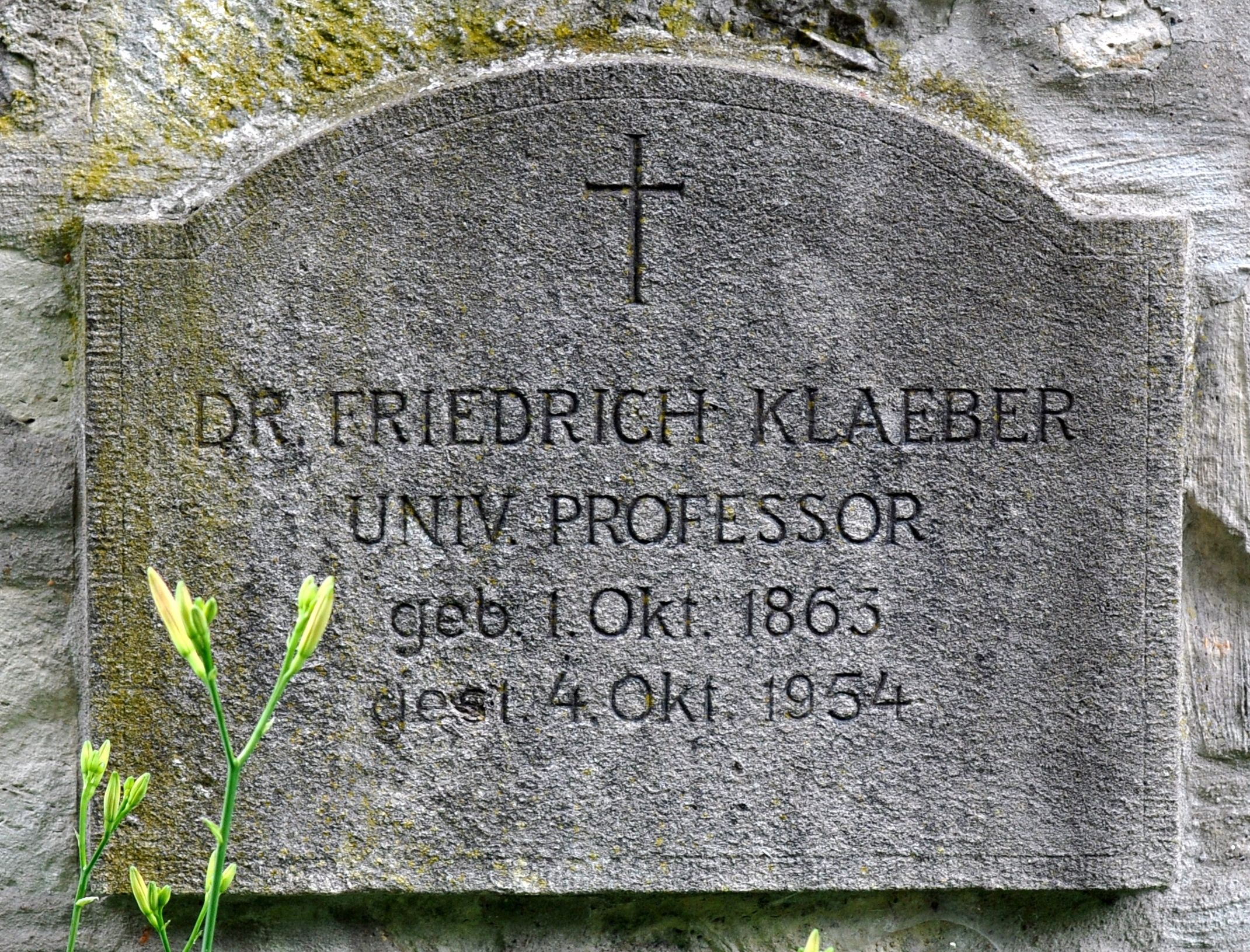
Klaebers Grabstein in Bad Kösen

Friedrich Klaeber (* 1. Oktober 1863 in Beetzendorf; † 4. Oktober 1954 in Bad Kösen; auch Frederick Klaeber) war ein deutscher Anglist.

## Leben
Den Doktortitel in Philosophie erwarb er 1892 von der Universität Berlin. Im Jahr 1902 heiratete er Charlotte Wahn. Klaeber lehrte Englisch und Vergleichende Sprachwissenschaft von 1896 bis 1932 als Professor an der Universität von Minnesota. Er nannte sich dort Frederick Klaeber. 1932 übernahm er einen Lehrstuhl an der Berliner Humboldt-Universität.
In seinen Forschungen befasste er sich überwiegend mit Fragen der altenglischen Literatur; ein besonderes Interesse galt dem Beowulf. Er war Alter Herr des Akademisch-Neuphilologischen Vereins Kiel im Weimarer Kartellverband.

## Werke (Auswahl)
- Die Christlichen Elemente im Beowulf. Verlag Niemeyer, 1912.
- The Later Genesis: And Other Old English and Old Saxon Texts Relating to the Fall of Man. Verlag Winter, 1913.
- Beowulf and The Fight at Finnsburg. Verlag Heath, 1950.
- Deutsche Kriegsgedichte. Germanistische Gesellschaft von Minnesota, 1915.